# Helge Schwarzer

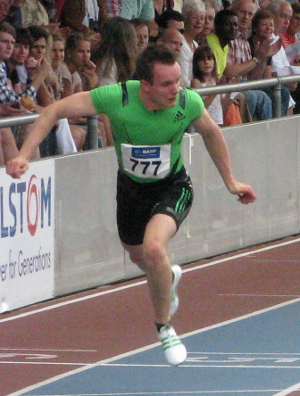
Helge Schwarzer beim DLV-WM-Testwettkampf 2011 in Mannheim

Helge Schwarzer (* 26. November 1985 in Gehrden) ist ein ehemaliger deutscher Leichtathlet. Seine Spezialdisziplin ist der 110-Meter-Hürdenlauf.

## Leben
Schwarzer lebte als Jugendlicher im Sportinternat Hannover und besuchte das nahegelegene Gymnasium Humboldtschule Hannover, an dem er das Abitur absolvierte. Er begann danach ein BWL-Studium an der Universität Hamburg. Zur Leichtathletik kam er bei der LG Wennigsen/Egestorf. 2006 wechselte er zum Hamburger SV.
Er war Zweiter bei den Deutschen Meisterschaften 2009 und 2010. International konnte Schwarzer bei den Halleneuropameisterschaften 2009 in Turin und bei den Weltmeisterschaften im selben Jahr in Berlin das Halbfinale erreichen. Auch bei den Hallenweltmeisterschaften 2010 in Doha und den Hallenweltmeisterschaften 2012 in Istanbul kam er ins Halbfinale. Im November 2014 beendete er seine Karriere.
Seit Anfang 2014 ist Schwarzer neben dem Leistungssport als Privattrainer bei AthletesforALL in Hamburg aktiv.

## Persönliche Bestzeiten
- 110 Meter Hürden: 13,39 Sekunden, 4. Juli 2009 in Ulm
- 60 Meter Hürden (Halle): 7,58 Sekunden, 4. Februar 2012 in Luxemburg